# 古文經學
古文經學，漢代經學一派，與今文經學相對應，認為孔子只是古典文獻的整理保存者，是一位「述而不作、信而好古」的先師；六經是上古文化典章制度與聖君賢相政治格言的記錄；注重對經文本義的理解和典章制度的闡明：關注歷史的史料學與語言學。興起於西漢末年，盛行於東漢民間，曾短暫地立於學官。

## 历史
魯恭王壞孔子宅，發現壁中夾層所藏竹簡，《論語》、《書經》、《孝經》等數十篇，因以古蝌蚪文所寫，乃稱古文經。
古文經學的興起最早起自《春秋穀梁傳》，西漢後期曾被立為博士。在王莽當政時期，劉歆極力鼓吹古文經學，並使之立為新朝的博士。東漢時期，古文經學雖然一直沒有被立為博士，屬於民間學說，但是其影響力越來越大，逐步超出並壓倒了今文經學。由於今文經學發展後期日趨繁瑣，例如「曰若稽古」四個字可以解釋十萬字，又有所謂「師法」「家法」的束縛，再加之其與讖緯糾纏過深，使得人們逐漸遺棄了今文經學。而古文經學一來較少受「師法」「家法」的制約，較為自由也較為簡明；二來與讖緯瓜葛較少，較為理性；三來其放棄了今文經學的批判性，對君主專制的維護更有優勢，所以在今古文經學的長期鬥爭中，古文經學取得了最後的勝利。東漢的古文經學大師有賈逵、許慎、馬融、服虔、盧植等，弟子眾多，影響很大。